# Helladia orbicollis
Helladia orbicollis är en skalbaggsart. Helladia orbicollis ingår i släktet Helladia och familjen långhorningar.

## Underarter
Arten delas in i följande underarter:
- H. o. orbicollis
- H. o. adelpha